# جک فروگات
جک فروگات (به انگلیسی: Jack Froggatt) بازیکن فوتبال زادهٔ ۱۷ نوامبر ۱۹۲۲ اهل کشور انگلستان بود که سابقهٔ بازی در تیم ملی فوتبال انگلستان را در کارنامهٔ خود دارد. وی در تاریخ ۱۶ نوامبر ۱۹۴۹ نخستین بازی ملی خود را در مقابل تیم ملی فوتبال ایرلند شمالی انجام داد و با حضور در ۱۳ بازی ملی، در تاریخ ۸ ژوئن ۱۹۵۳ واپسین بازی ملی‌اش را در برابر تیم ملی فوتبال ایالات متحده آمریکا برگزار کرد.
این بازیکن توانسته در بازی‌های ملی، ۲ گل به ثمر برساند.